# Jamésie
Jamésie é um território equivalente a uma Regionalidade Municipal do Condado que está situado na região de Nord-du-Québec na província canadense de Quebec. Com uma área de mais de trezentos mil quilómetros quadrados, tem, segundo dados de 2006, uma população de cerca de quatorze mil pessoas sendo comandada pela cidade de Chibougamau. Ele é composto por 6 Subdivisões: 5 cidades e 1 município.

## Municipalidades

### Cidades
- Chapais
- Chibougamau
- Lebel-sur-Quévillon
- Matagami
- Radisson

### Município
- Baie-James